# Palestine aux Jeux olympiques d'été de 2008
La Palestine a participé aux Jeux olympiques d'été de 2008 à Pékin. Les quatre athlètes la représentant ont pris part aux épreuves d'athlétisme et de natation,.

## Athlètes engagés

### Athlétisme
- Nader Masri
- Gharid Ghrouf[3]

#### Hommes
| Epreuve      | Athlète        | Séries       | Séries | Quarts de finale | Quarts de finale | Demi-finales | Demi-finales | Finale   | Finale |
| Epreuve      | Athlète        | Résultat     | Rang   | Résultat         | Rang             | Résultat     | Rang         | Résultat | Rang   |
| ------------ | -------------- | ------------ | ------ | ---------------- | ---------------- | ------------ | ------------ | -------- | ------ |
| 5 000 mètres | Nader Almassri | 14 min 41.10 | 13e    | -                | -                | -            | -            | -        | -      |

#### Femmes
| Épreuve    | Athlète       | Séries   | Séries | Quarts de finale | Quarts de finale | Demi-finales | Demi-finales | Finale   | Finale |
| Épreuve    | Athlète       | Résultat | Rang   | Résultat         | Rang             | Résultat     | Rang         | Résultat | Rang   |
| ---------- | ------------- | -------- | ------ | ---------------- | ---------------- | ------------ | ------------ | -------- | ------ |
| 100 mètres | Gharid Ghrouf | 13.07    | 7e     | -                | -                | -            | -            | -        | -      |

### Natation
- Hamse Abdouh
- Zakiya Nassar

## Liste des médaillés

### Médailles d'or
| Sport            | Discipline | Sportifs | Performance |
| Médailles d'or : |            |          |             |

### Médailles d'argent
| Sport                | Discipline | Sportifs | Performance |
| Médailles d'argent : |            |          |             |

### Médailles de bronze
| Sport                 | Discipline | Sportifs | Performance |
| Médailles de bronze : |            |          |             |